# Université de la Basilicate
L’université de la Basilicate est une université italienne, dont le siège est à Potenza, en Basilicate.
Fondée en 1982, elle concerne une région de 600 000 habitants.
Elle ne comporte que quatre facultés :
- Facoltà di Agraria (Agronomie), présidée par la Prof.ssa  Ivana Greco ;
- Facoltà di Ingegneria (Sciences de l'ingénieur), présidée par le Prof. Mauro Fiorentino ;
- Facoltà di Scienze Matematiche, Fisiche e Naturali (Sciences mathématiques, physiques et naturelles), présidée par Prof. Faustino Bisaccia
- Facoltà di Lettere (Lettres), présidée par la Prof. ssa Rita Enrica Librandi

Son recteur était le professeur de chimie Francesco Lelj Garolla Di Bard. Il a été remplacé.